# Catherine Colonna
Catherine Colonna   (Saint-Symphorien, 16 d'abril de 1956) és una diplomàtica i política francesa que va exercir com a ministra d'Europa i Afers Exteriors del govern de la primera ministra Élisabeth Borne des del maig del 2022 fins al gener del 2024.
Colonna va exercir anteriorment com a ambaixadora de França al Regne Unit (2019-2022), ambaixadora a Itàlia (2014-2017), representant permanent davant l'OCDE (2017-2019) i representant permanent davant la UNESCO (2008-2010).
Colonna va néixer a Tours, a la regió Centre-Vall del Loira. Era filla d'un pagès d'origen cors. Després d'obtenir un màster en dret públic a la Universitat François Rabelais de Tours, va continuar els seus estudis a l'Institut d'Estudis Polítics de París (funció pública) i després a l'Escola nacional d'administració (ENA) a la promoció de 1983 (Promoció Solidaritat).